# Stowting
Stowting es una parroquia civil y un pueblo del distrito de Folkestone and Hythe, en el condado de Kent (Inglaterra).

## Demografía
Según el censo de 2001, Stowting tenía 238 habitantes (46,64% varones, 53,36% mujeres). El 22,69% eran menores de 16 años, el 70,59% tenían entre 16 y 74 y el 6,72% eran mayores de 74. La media de edad era de 41,5 años. Del total de habitantes con 16 o más años, el 25,54% estaban solteros, el 60,33% casados y el 14,13% divorciados o viudos. 122 habitantes eran económicamente activos, 118 de ellos (96,72%) empleados y 4 (3,28%) desempleados. Había 88 hogares con residentes, 3 vacíos y 3 eran alojamientos vacacionales o segundas residencias.